# Юбилейная медаль «20 лет маслихатам Казахстана»
Юбилейная медаль «20 лет маслихатам Казахстана» (каз.«Қазақстан мәслихаттарына 20 жыл») — юбилейная награда Республики Казахстан, учреждённая в ознаменование 20-летия образования маслихатов Республики Казахстан.

## Положение о медали
Медалью награждаются депутаты и секретари маслихатов областей, городов и районов Республики Казахстан, внесшие значительный вклад в работу представительных органов, укрепление государственности и становлении социально-экономического развития.

## Описание
Медаль «Қазақстан мәслихаттарына 20 жыл» изготовлена из сплава томпак и имеет форму круга диаметром 34 мм.
На аверсе медали в центральном круге, изображено солнце с расходящимися лучами, окруженное элементом национального орнамента.  В левой части расположена надпись «20 жыл». В верхней части медали расположена надпись «Қазақстан мәслихаттарына». В нижней части также элемент национального орнамента.
На реверсе медали в верхней части расположена надпись «Қазақстан  мәслихаттары депутаттарының бірлестігі», в нижней части — элемент национального орнамента.
Медаль при помощи ушка и кольца соединяется с колодкой шестиугольной формы, изготовленной из латуни, 50 мм высотой и 34 мм шириной, обтянутой муаровой лентой цвета Государственного флага Республики Казахстан (голубого) с жёлтыми полосками по бокам и двумя красными полосками посередине. В нижней части колодки имеется  фигурная скоба.
Медаль изготовлена на Казахстанском монетном дворе в Усть-Каменогорске.